# Zimnicea
Zimnicea – miasto w Rumunii, w okręgu Teleorman, przy granicy z Bułgarią. Liczy 18 tys. mieszkańców (2006).